# Basilique Saint-Martin de Tours
Pour les articles homonymes, voir basilique Saint-Martin et collégiale Saint-Martin.
La basilique Saint-Martin de Tours est un édifice religieux catholique situé à Tours dans le quartier du Vieux-Tours, dont la crypte abrite le tombeau de saint Martin de Tours.
L'ancienne église collégiale Saint-Martin de Tours, qui datait essentiellement du XIe siècle, fut désaffectée, vandalisée et transformée en écurie en 1793, puis démolie à la suite de l'effondrement des voûtes en 1797, seules deux tours étant conservées. La basilique actuelle, nettement plus modeste, a été construite entre 1886 et 1902 dans le style néo-byzantin par l'architecte Victor Laloux (inauguration dès 1890). 
C'est un bâtiment en calcaire, granite et marbre, couvert d'ardoises. Pour les peintures murales, l'architecte s'adressa à Pierre Fritel, et les travaux de décoration furent exécutés avec l'aide de l'artiste-peintre et décorateur Adrien Lavieille, fils d'Eugène Lavieille. Une statue monumentale de saint Martin, en bronze, destinée à orner le dôme, fut commandée au sculpteur Jean-Baptiste Hugues (prix de Rome en 1875). Victor Thiébaut, fondeur, la livra en 1889. L'édifice a été consacré comme basilique le 4 juillet 1925.
Les vestiges de l'ancienne collégiale (la tour Charlemagne, la tour de l'Horloge et une galerie de cloître) ont été classés monuments historiques par la liste de 1840. La statue de saint Martin qui en couronne le dôme, fragilisée par les tempêtes du début 2014, a été déposée le 17 février 2014 pour être restaurée ; son socle a été consolidé et la statue a été remise en place le 15 octobre 2016, en prévision de la saint Martin, fêtée chaque année le 11 novembre.
Le président de la République française porte le titre honorifique de chanoine (ad honores) de la basilique.

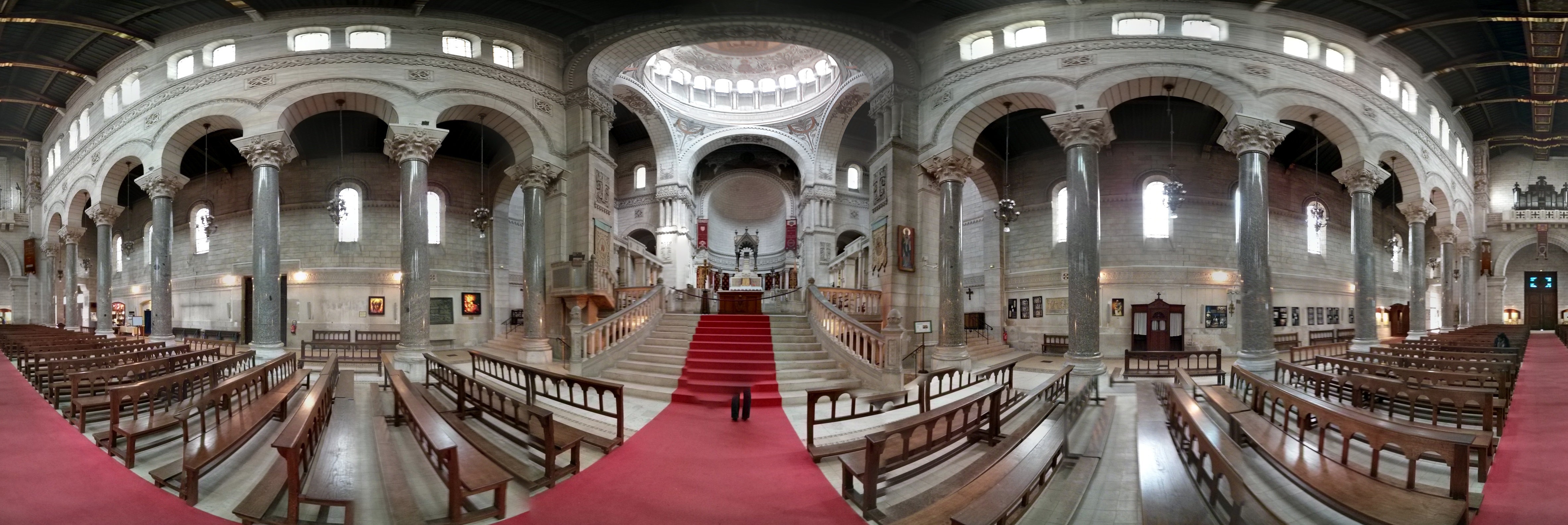
Vue panoramique de l'intérieur de la basilique.

## Histoire de l'édifice

### La basilique duVesiècle
Le corps de saint Martin, mort à Candes, fut transporté jusqu'à Tours et modestement inhumé le 11 novembre 397, trois jours après son décès, dans un cimetière chrétien à l'extérieur de la ville, au bord de la voie romaine partant vers l'ouest. Selon Grégoire de Tours, l'évêque Brice de Tours (lat. Brictius) fit construire en 437 un édifice en bois pour abriter le tombeau et le manteau (chape) de Martin, appelé pour cette raison chapelle. Constatant le rayonnement de ce sanctuaire, l'évêque Perpet de Tours (Perpétuus) fit construire à la place la première basilique hébergeant le tombeau de Martin, dont la dédicace eut lieu le 4 juillet 470, quatre-vingt-dix-neuf ans jour pour jour après l'accession de saint Martin à l'épiscopat de Tours. Grégoire de Tours en donne la description suivante :

« L'évêque Perpétuus […] fit construire la grande basilique qui subsiste encore aujourd'hui, et qui est à cinq cent cinquante pas de la ville. Elle a cent soixante pieds de long et soixante de large. Elle a en hauteur, jusqu'à la voûte, quarante-cinq pieds. Elle a trente-deux fenêtres du côté de l'autel et vingt dans la nef qui est ornée de quarante-et-une colonnes. Dans tout l'édifice, il y a cinquante-deux fenêtres, cent vingt colonnes, huit portes, trois du côté de l'autel et cinq dans la nef […] Comme la boiserie de la première chapelle était d'une structure élégante, le pontife ne crut pas à propos de détruire cet ouvrage : il fit bâtir, en l'honneur des apôtres Pierre et Paul, une autre basilique dans laquelle il fit placer cette boiserie. »

Le corps de Martin fut inhumé dans un sarcophage derrière le maître-autel de la nouvelle basilique. Un grand bloc de marbre surplombant le tombeau, don de l'évêque Euphrône d'Autun (472–475), en marquait l'emplacement aux fidèles assemblés derrière cet autel et, selon Werner Jacobsen aux pèlerins installés sur l'atrium de la basilique qui, contre l'usage, se trouvait derrière l'église, c'est-à-dire du côté de l'abside, le bloc étant visible depuis une fenestrelle du mur d'abside.
En 508, c'est dans l'église de l'évêque saint Perpet de Tours que Clovis Ier, au lendemain de sa victoire sur les Wisigoths à la bataille de Vouillé, reçut les insignes de consul des mains des ambassadeurs de l'empereur byzantin Anastase Ier, à la suite de quoi il parcourut à cheval la distance entre la basilique et la cathédrale de Tours en jetant de l'argent au peuple. L'église subit un grave incendie en 558. Elle était desservie par une communauté religieuse dirigée par un abbé dont parle déjà Grégoire de Tours et qui y pratiquait le rituel de la « laus perennis » (plus tard, deux cents religieux se relayant par groupes de vingt). Le statut de cette communauté, très enrichie par le pèlerinage, devint problématique à partir des réformes du roi des Francs Pépin le Bref, qui voulut imposer la règle de saint Benoît à tous les monastères du royaume franc (741). La communauté, forte de ses anciennes traditions, résista. 
Un établissement bénédictin fut fondé en 791 à Cormery par l'abbé Ithier de Saint-Martin pour ceux qui voulaient suivre la règle, et développé par son successeur Alcuin, abbé de Saint-Martin de 796 à 804. Finalement un concile tenu à Aix-la-Chapelle en 817 sous l'impulsion de Benoît d'Aniane imposa impérativement la règle bénédictine à toutes les communautés qui s'intitulaient « monastères » ; les « clercs » de Saint-Martin durent choisir entre le statut de « moines » et celui de « chanoines » et adoptèrent le second. À compter de cette date, le sanctuaire de Saint-Martin n'est plus considéré comme un monastère, mais comme une collégiale desservie par des chanoines. Le chef de la communauté s'appelle encore « abbé de Saint-Martin », mais à partir de 844 c'est un laïc (en 860, c'est le prince des Francs Louis II le Bègue, héritier de Charles le Chauve ; en 866, c'est Robert le Fort, comte de Tours et ancêtre des Capétiens).
C'était le principal lieu de pèlerinage chrétien au Ve siècle (saint Martin était en tout cas le saint protecteur de la Gaule). Le concile de Chalon (-sur-Saône) en 813 donne à ce pèlerinage la même importance qu'à celui de Rome.

### La basilique médiévale (IXesiècle–1802)

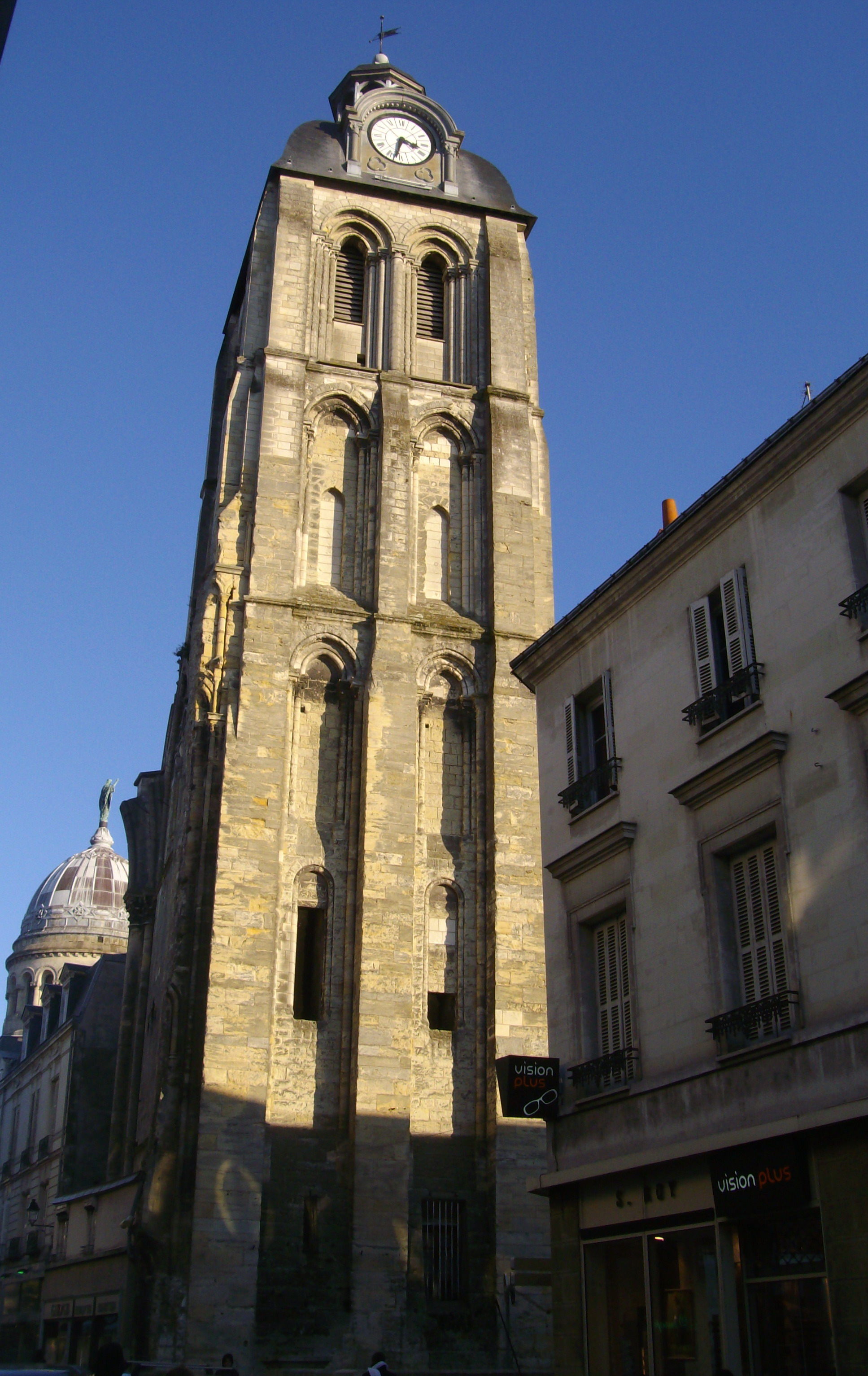
Tour de l'Horloge (vestige).

L'église fut incendiée par les Normands le 8 novembre 853. En 867 les moines de l'abbaye Saint-Martin de Tours fuient leur fief devant l'avancée des Normands avec les reliques de saint Martin . Ils trouvent refuge à l'abbaye Saint-Germain d'Auxerre, auprès du roi des Francs Charles le Chauve qui y séjourne alors et leur fait don de la ville de Chablis, ils hébergent les reliques du saint patron dans l'ancienne église Saint-Loup de cette ville. La paix revenue les reliques reviendront à Tours. Au IXe siècle et Xe siècle ils fondent la collégiale de Chablis sur le site de l'ancienne église ainsi que le Prieuré Saint-Cosme de Chablis qu'ils gèrent ensuite.
L'église fut de nouveau incendiée le 30 juin 903, à la suite de quoi le sanctuaire fut entouré d'une enceinte fortifiée, distincte de celle de Tours, achevée en 918. Il y eut un grand incendie accidentel en 994, ce qui entraîna une reconstruction, sous l'impulsion d'Hervé de Buzançais, alors trésorier de Saint-Martin, et une nouvelle consécration en 1014. Un sinistre eut encore lieu en 1096, et on procéda à une grande reconstruction romane avec l'hypothèse d'un emprunt, dans un sens ou dans l'autre avec saint Saturnin de Toulouse et un remaniement complet d'une vaste entreprise de revoûtement de l'édifice entre 1175 et 1180, les berceaux plein cintre furent remplacés par des voûtes sur croisées d'ogives angevines : c'était alors une étape importante sur la via Turonensis du pèlerinage de Saint-Jacques-de-Compostelle. Le sanctuaire était l'une des cinq églises de pèlerinage majeures (avec Sainte-Foy de Conques, Saint-Martial de Limoges, Saint-Sernin de Toulouse et Saint-Jacques-de-Compostelle). Plusieurs chantiers eurent encore lieu du XIIIe au XVe siècle (chœur agrandi et reconstruit sur le modèle de la Cathédrale Saint-Étienne de Bourges, et chapelles latérales de la nef ajoutées). La basilique était le centre d'une ville distincte de Tours, appelée Châteauneuf ou parfois « Martinopolis », qui fut réunie à Tours par une seule enceinte en 1356.
Entre 1453 et 1470, : Marie Ire de Harville, abbesse de l'abbaye Saint-Avit-les-Guêpières dont le nécrologe du monastère dit d'elle :
« Le 18 décembre 1470, mourut Marie de Harville, abbesse de ce lieu, laquelle nous a fait le plus grand bien, et a obtenu à ce monastère la restitution des saintes reliques que détenaient les chanoines de Saint-Martin de Tours pour le prêt d'une certaine somme d'argent, qu'ils nous avait fait autrefois ».
Au XVe siècle, la basilique bénéficia de la munificence du roi de France Louis XI, qui habitait au château royal du Château de Plessis-lèz-Tours, et la soutint grandement,. Aussi ses obsèques y eurent-elles lieu le 2 septembre 1483.
En 1508 commence la reconstruction du cloître, restée inachevée en 1519. Seul fut élevé le rez-de-chaussée de l'aile orientale. Elle est l'œuvre de Bastien François, sculpteur formé par Michel Colombe. De structure gothique, elle est parée de nombreux ornements à l'italienne, et évoque un portique romain, ornée de caissons et de médaillons antiques. La sculpture extérieure s'inscrit dans le courant novateur de la renaissance ligérienne du début du règne du roi de France François Ier. Il ne s'agit plus de motifs plaqués, mais d'ornements pleinement intégrés dans la structure.
Pendant la guerre de Religion de 1562, la châsse de saint Martin fut brûlée par les protestants et seuls furent conservés un morceau du crâne et un os du bras. D'autres reliques, en d'autres lieux, ont pu être préservées en étant cachées. C'est ainsi qu'à Marcolès, d'importants ossements de saint Martin furent découverts, en 1667, dans une statue reliquaire du XIVe siècle. L'ancien édifice survécut jusqu'à la Révolution française, mais dans des conditions de grand délabrement dû au manque d'entretien depuis bien avant 1789. En 1793, la basilique fut transformée en écurie Martin pendant 4 ans. En 1797, un rapport constate que les chaînages qui maintenaient l'édifice ont été en partie volés ; les voûtes du déambulatoire (dites voûtes Saint-Perpet) s'effondrent au mois de novembre et, par mesure de sauvegarde pour les habitants, la municipalité ordonne donc la démolition complète de l'édifice,. L'orgue monumental de Jean-Baptiste Nicolas Lefevre (5 claviers, double 32'), expertisé par le célèbre facteur d'orgues Dom Bédos de Celles, disparut également à cette époque. Il convient de préciser que pendant tout le XVIIIe siècle, beaucoup de rapports d'architectes avaient prévenu les autorités religieuses du délabrement de la basilique, à tel point que le rapport de restauration présenté à Louis XVI était de 400 000 livres.
De tout ceci, seules subsistent la tour Charlemagne (à moitié effondrée en 1928, restaurée en 1963), la tour de l'Horloge et le quartier des maisons canoniales du cloître Saint-Martin incluant la chapelle Saint-Jean, la galerie orientale du cloître Renaissance. Le tombeau des enfants de du roi de France Charles VIII, installé au début du XVIe siècle dans la nef de la basilique, fut transféré en 1834 dans la cathédrale Saint-Gatien de Tours où il est toujours visible. Un pavage au sol dans la rue des Halles permet de visualiser l'emplacement des piliers de la nef originelle.
En effet, à la suite des fouilles entreprises par Charles Lelong dans les années 1970, qui a constaté que la basilique romane était enterrée de près de trois mètres par rapport au sol actuel (il fallait descendre plus de 12 marches au droit du portail du change pour attendre la nef). Il note les choses ainsi dans le Bulletin Monumental (T. 133, année 1975, page 225). Les plans du XVIIIe siècle le montraient. On peut aussi le constater aujourd'hui au pied de la tour Charlemagne.
Lors de la démolition de la basilique, les fondations et les piliers de la basilique romane ont été conservés en grande partie sur une hauteur de près de trois mètres non seulement sous la rue des Halles mais aussi sous les maisons de la rue des Halles, pour servir de structures de soutien aux constructions qui devaient s'élever au-dessus, à tel point qu'à l'angle de la rue des Halles et de la rue des Trois Pavés Ronds, à quatre mètres de profondeur, se trouve la chapelle Saint-Nicolas qui était la chapelle basse sous la vieille tour dont la demande de classement a été sollicitée en 1973 mais a été classée sans suite.

### L'édifice actuel
Les deux tours subsistantes furent classées monument historique en 1840, classement confirmé à l'Inventaire en 1858, puis en 1862. Le fervent catholique Léon Papin Dupont (avec l'aide du comte romain Pèdre Moisant et de Stanislas Ratel) annonça la redécouverte du tombeau de Martin de Tours le 14 décembre 1860, ce qui permit de rétablir le culte martinien et de relancer un projet de restitution du site grandiose. Le projet de l'architecte Alphonse Baillargé fit l'objet d'une longue et ardente controverse, ses partisans souhaitant un édifice à l'emplacement et avec les dimensions de l'ancien, ce qui supposait la suppression de la rue des Halles, importante artère commerciale de la ville percée après la démolition de 1802. L'écrivain René Boylesve fit de cet épisode de « la guerre des basiliques » l'argument principal de son roman Mademoiselle Cloque. Finalement un compromis fut trouvé en 1884 entre la municipalité et l'archevêché : le nouveau bâtiment, plus petit que l'ancien, lui serait perpendiculaire (orienté nord-sud) et ne partagerait avec lui que l'emplacement de l'ancien chevet, au-dessus du tombeau de saint Martin. Les travaux commencèrent en 1886, la crypte avec le tombeau fut inaugurée en 1889, l'église en 1890, et l'ensemble de la maçonnerie fut achevé en 1902, permettant d'ouvrir l'édifice au culte l'année suivante. Le cardinal Louis-Joseph Maurin consacra l'édifice comme basilique le 4 juillet 1925, et l'aménagement du parvis fut terminé en 1928.
En 1988 un gemmail « le baiser au lépreux » est installé dans la crypte. Le 17 février 2014, la statue de saint Martin (statue de bronze sur structure d'acier, haute de plus de quatre mètres et pesant 2,4 tonnes, réalisée en 1875 par Jean-Baptiste Hugues) et située au sommet du dôme de la basilique, est déposée en raison d'un risque de chute dû aux intempéries hivernales. À cette occasion, une boîte en plomb contenant un os attribué au saint, relique placée en 1889 dans le bras droit de la statue, y est découverte ; la boîte renferme également des reliques de trois autres évêques de Tours (saint Brice de Tours, saint Perpet de Tours et saint Grégoire de Tours).
Le 10 mars 2015 est le jour du lancement de la souscription publique pour la rénovation de la basilique et de la statue afin de financer une partie des 1 700 000 € HT nécessaires à son aboutissement. Le 2 juillet 2016 (année de jubilé du saint pour le 1700e anniversaire de sa naissance), la statue restaurée est exposée au public dans la cour de l'hôtel de ville. Contrairement au projet municipal initial qui voulait une dorure intégrale, la statue est en bronze patiné, seul le pallium, la couronne et la crosse du saint sont dorés. Le 15 octobre, la statue est hissée sur le dôme de la basilique.
En mars 2025, une plaque mémorielle en hommage aux victimes de Bernard Tartu, et d'une façon générale aux victimes d’agressions sexuelles dans l’Église est posée dans la basilique Saint-Martin de Tours.

Extérieur de la basilique actuelle
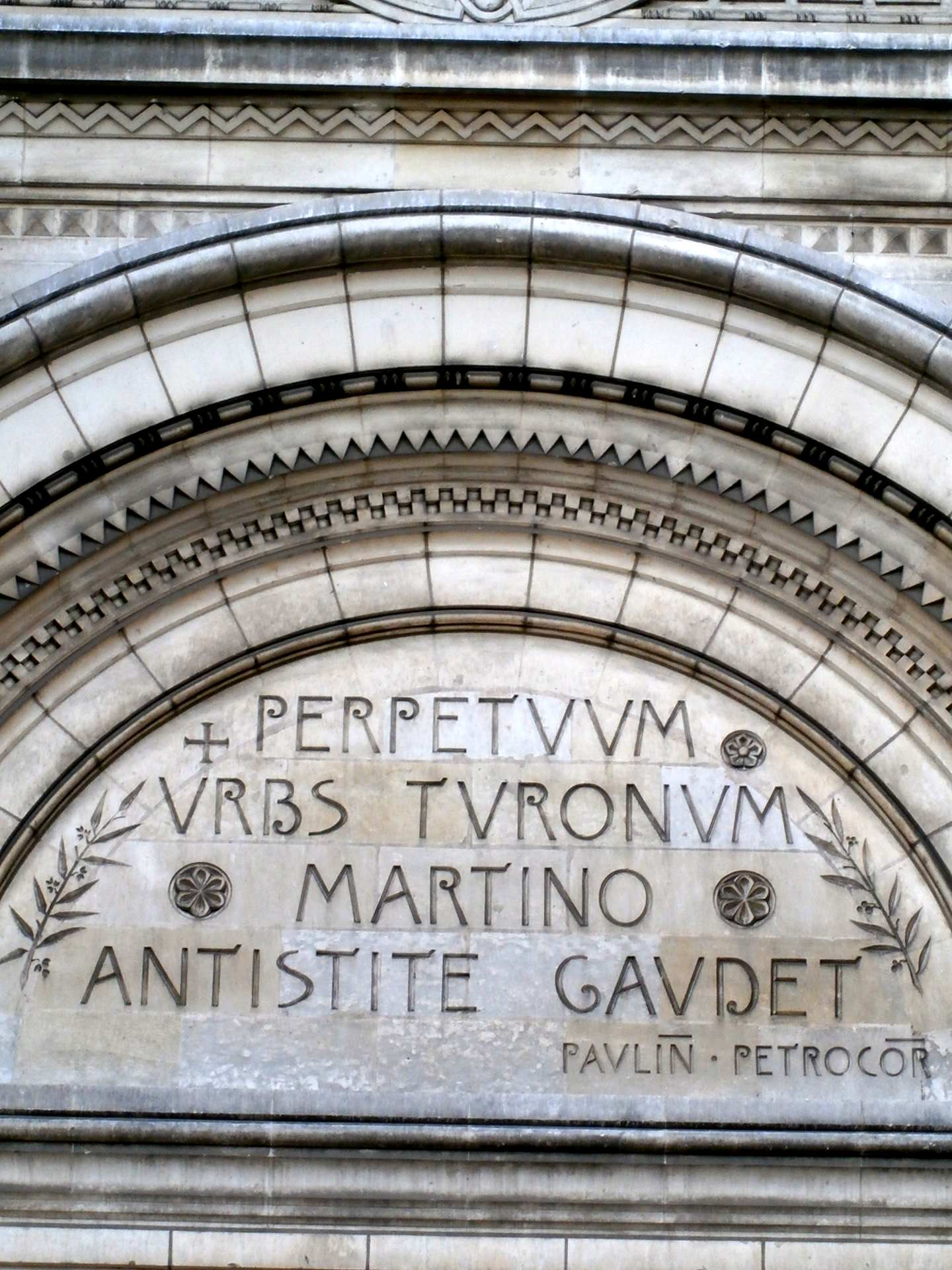
Inscription au fronton de l'édifice actuel : « La ville de Tours se réjouit à jamais d'avoir Martin pour patron (Paulin de Périgueux) ».
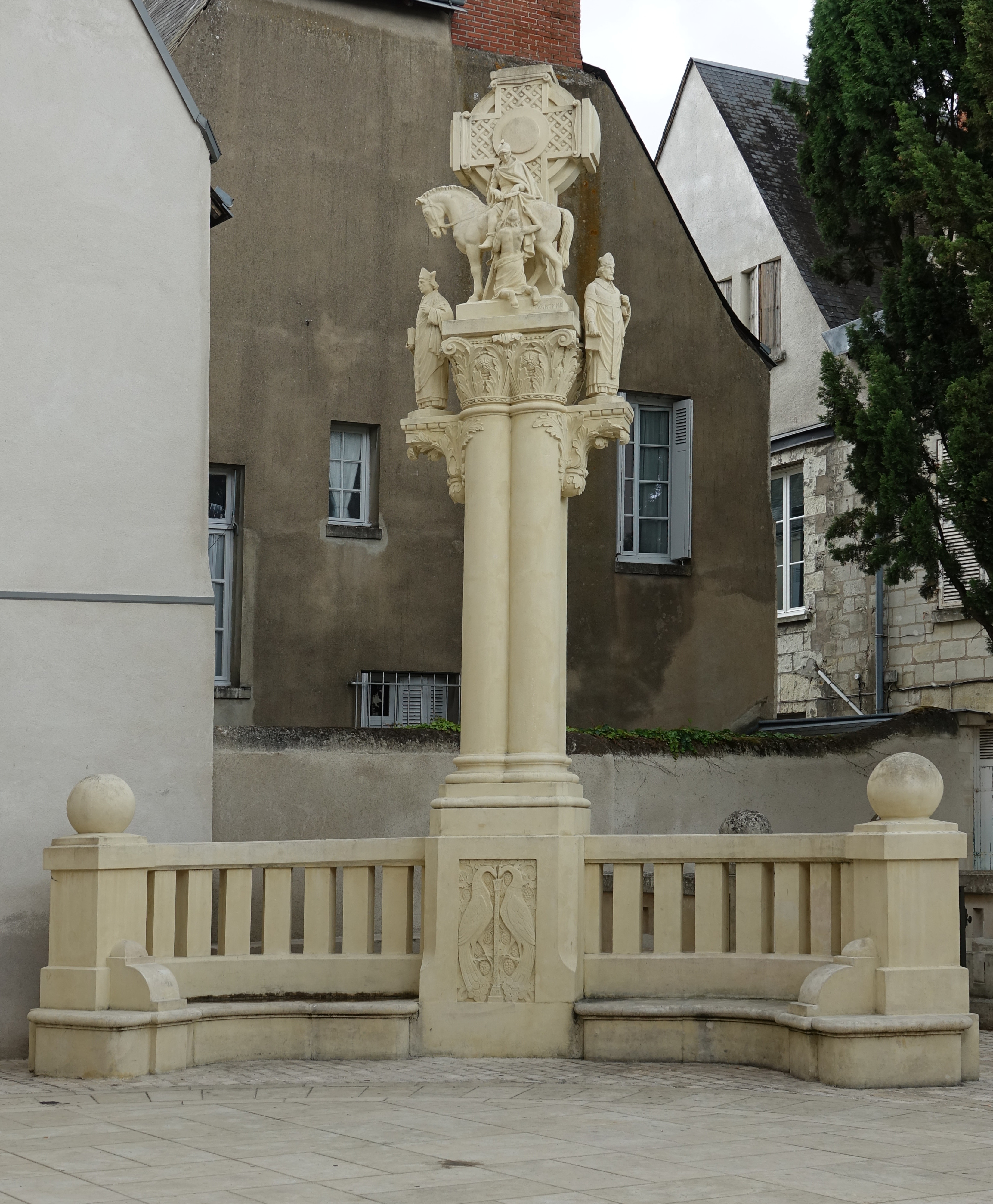
La charité de saint Martin (Henri Varenne).
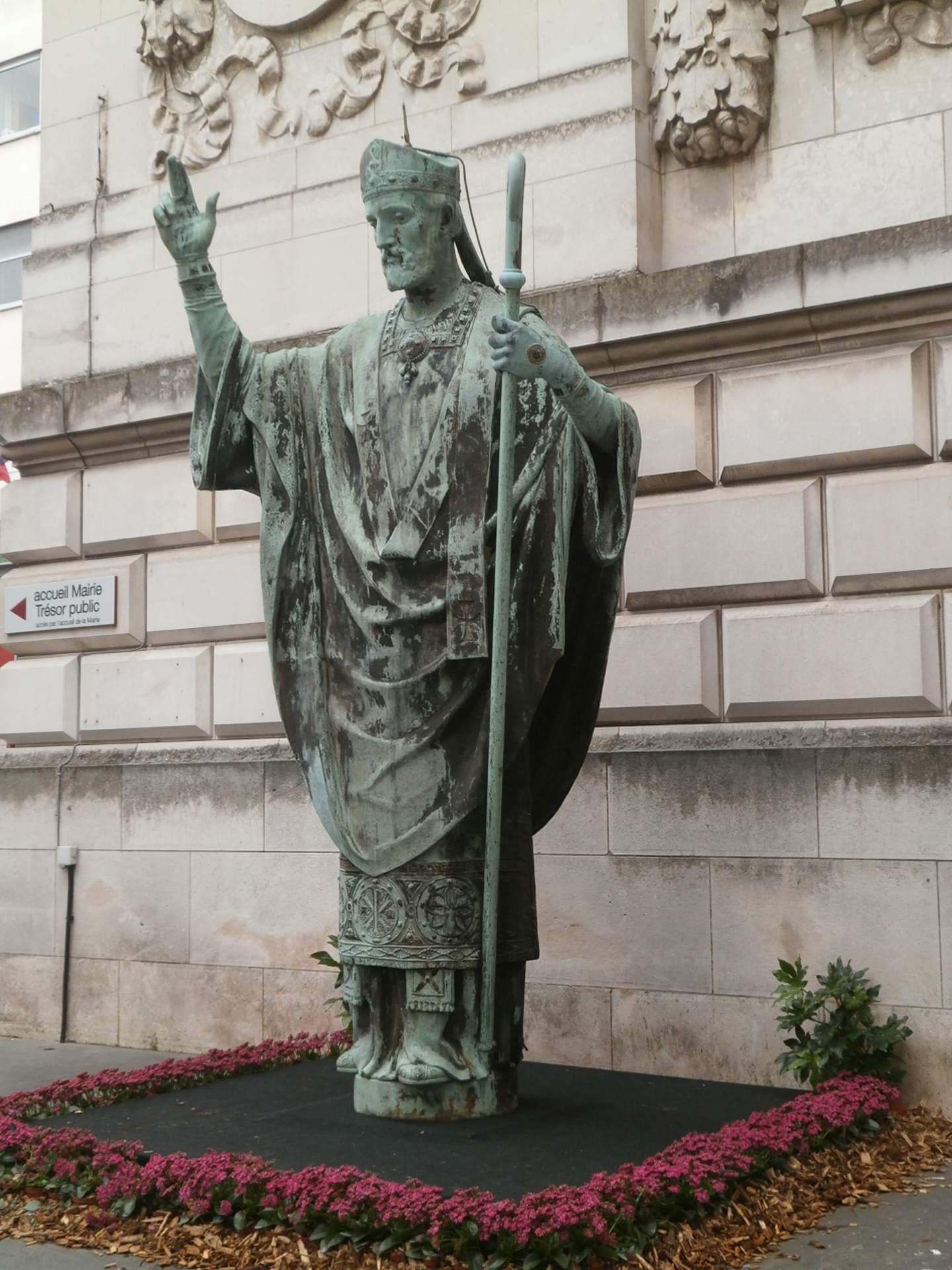
La statue de saint Martin avant rénovation.
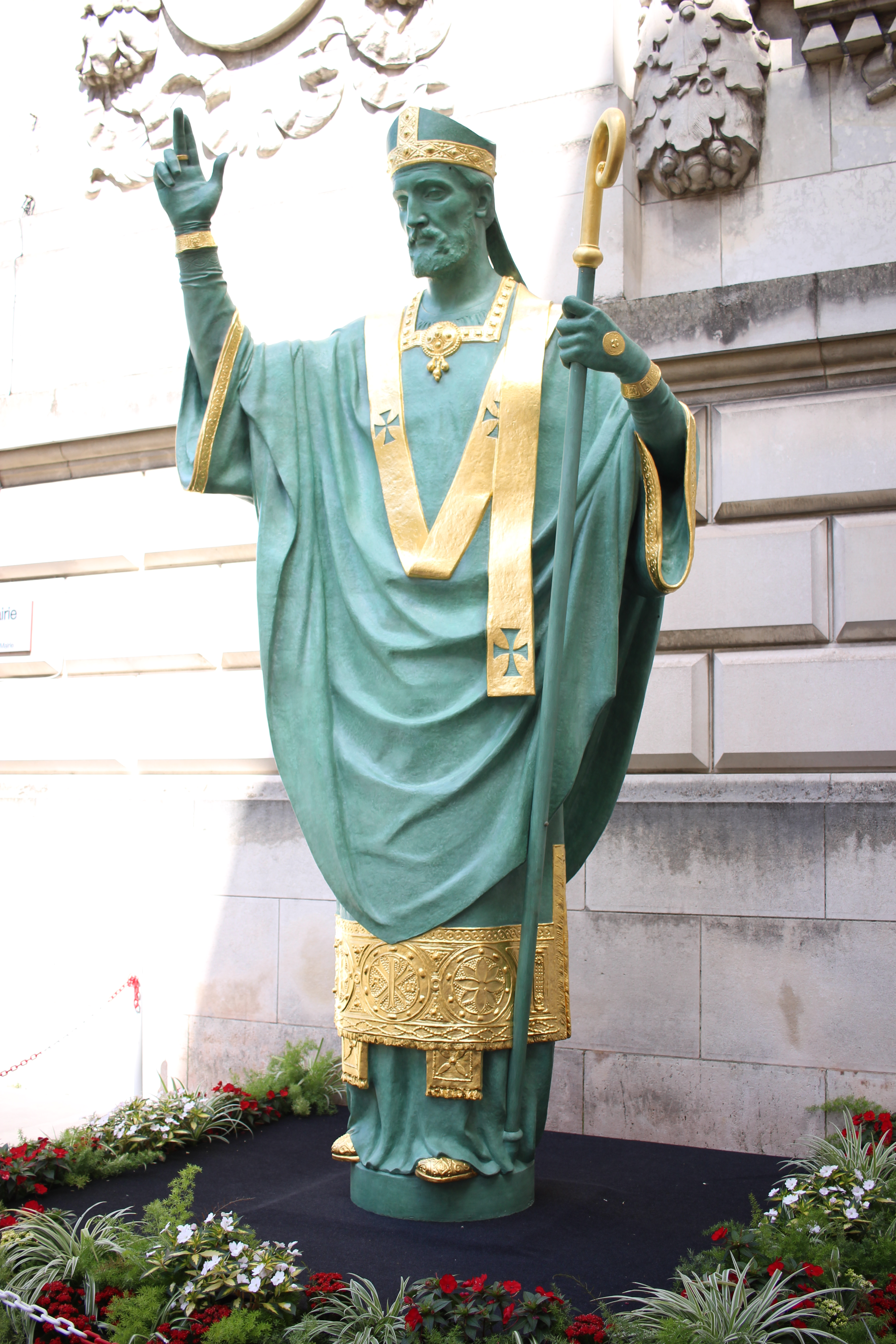
La statue de saint Martin après rénovation.

Intérieur de la basilique actuelle
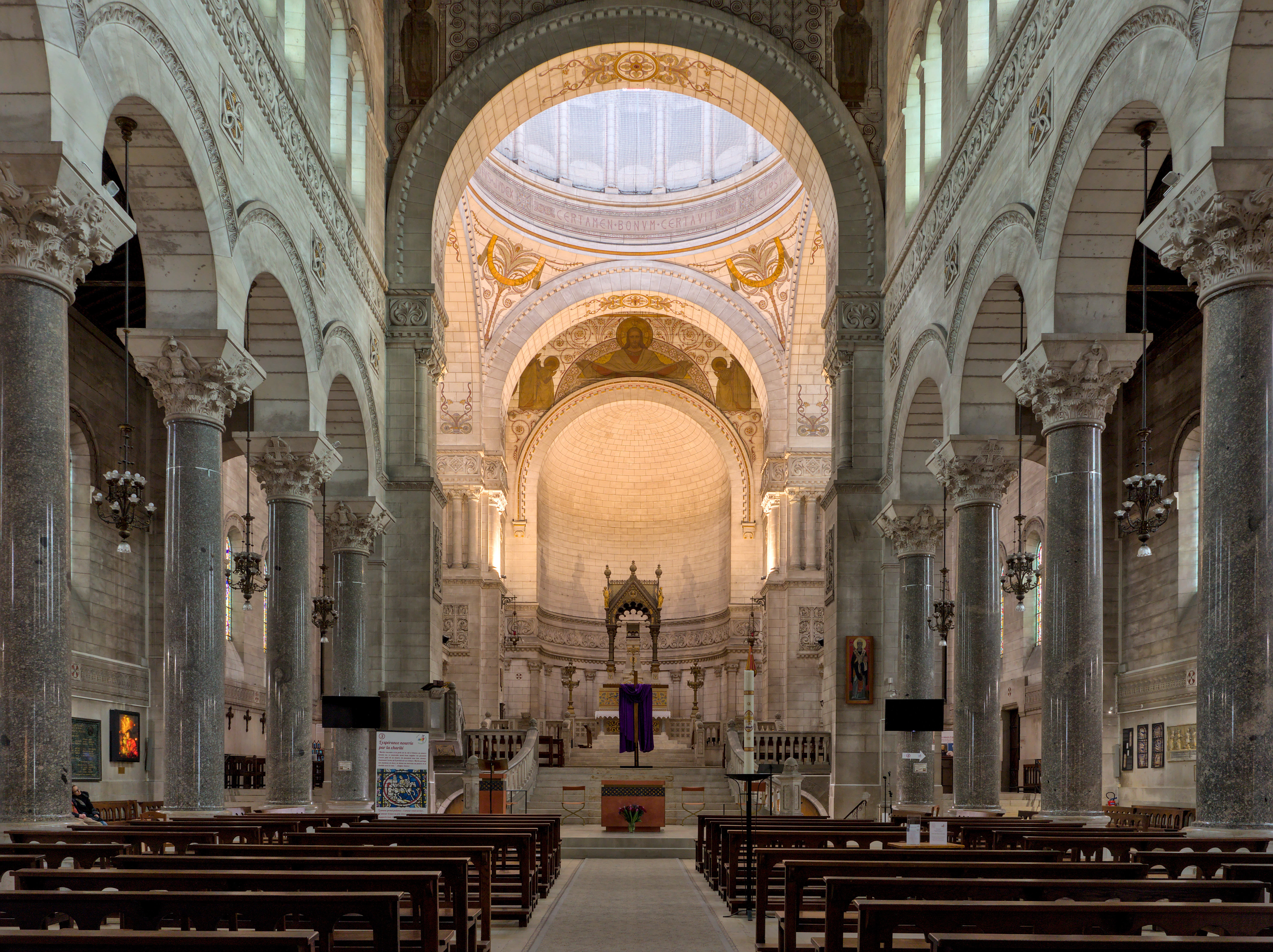
La nef.
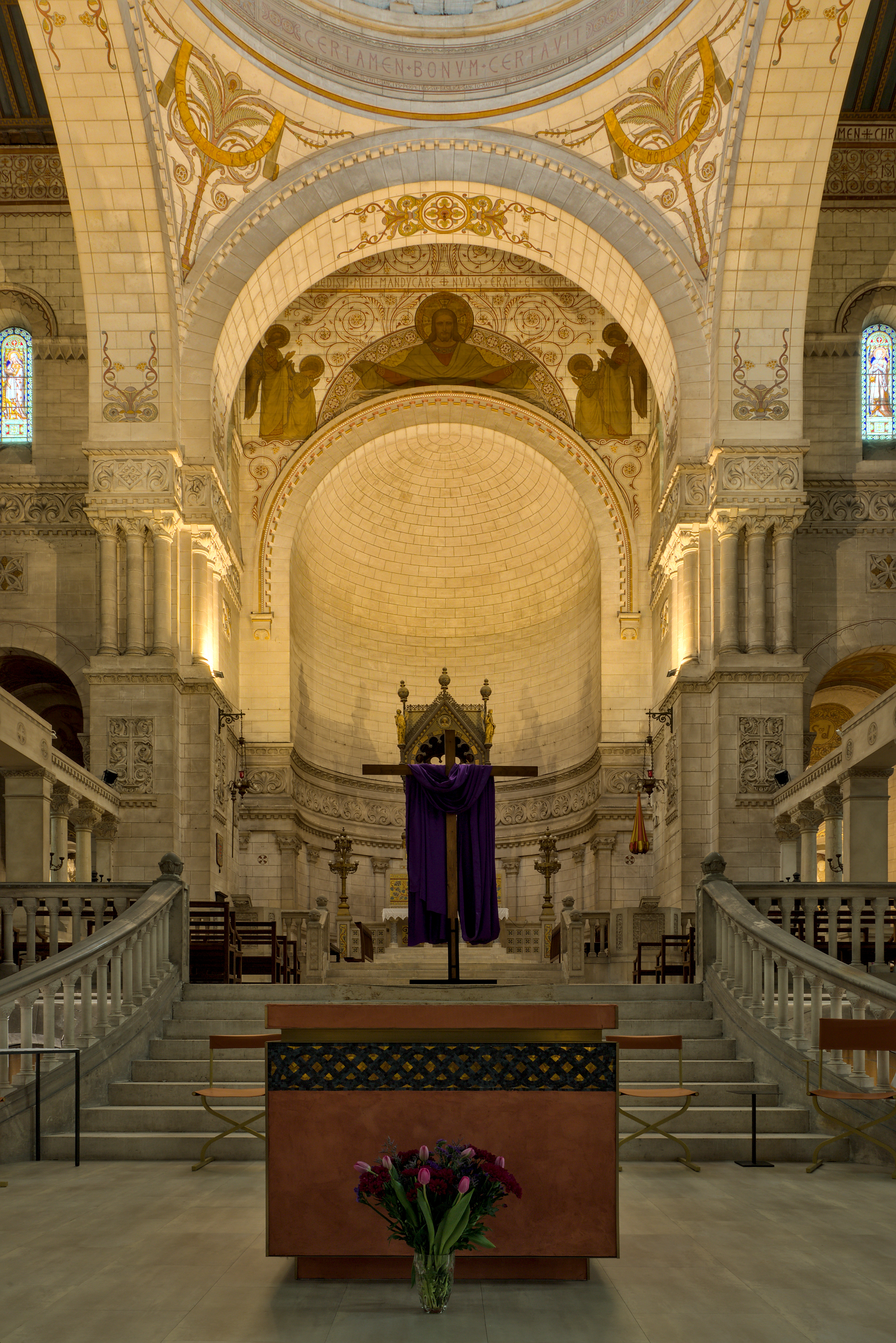
Le choeur
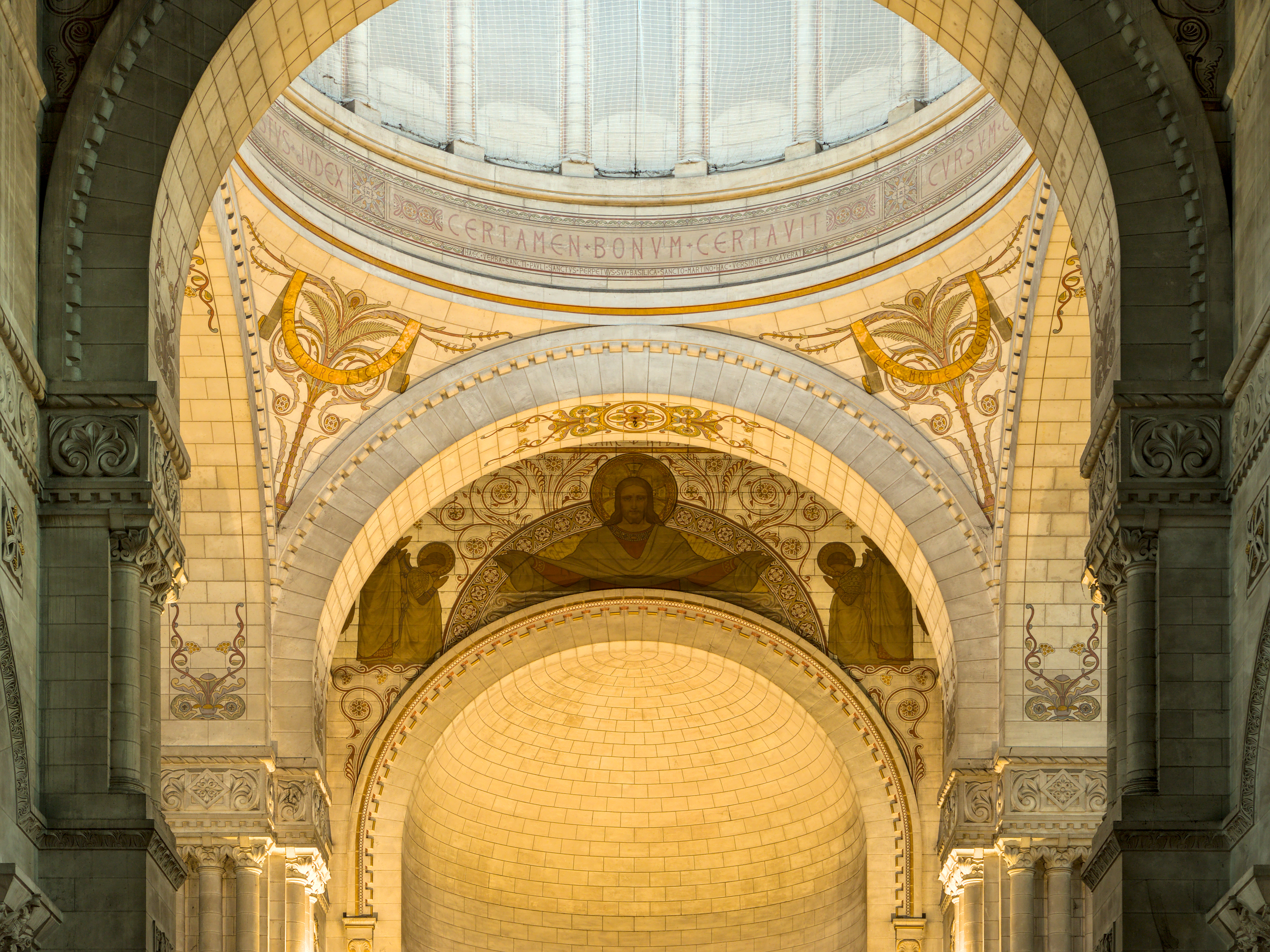
Peintures sous la coupole et l'abside.
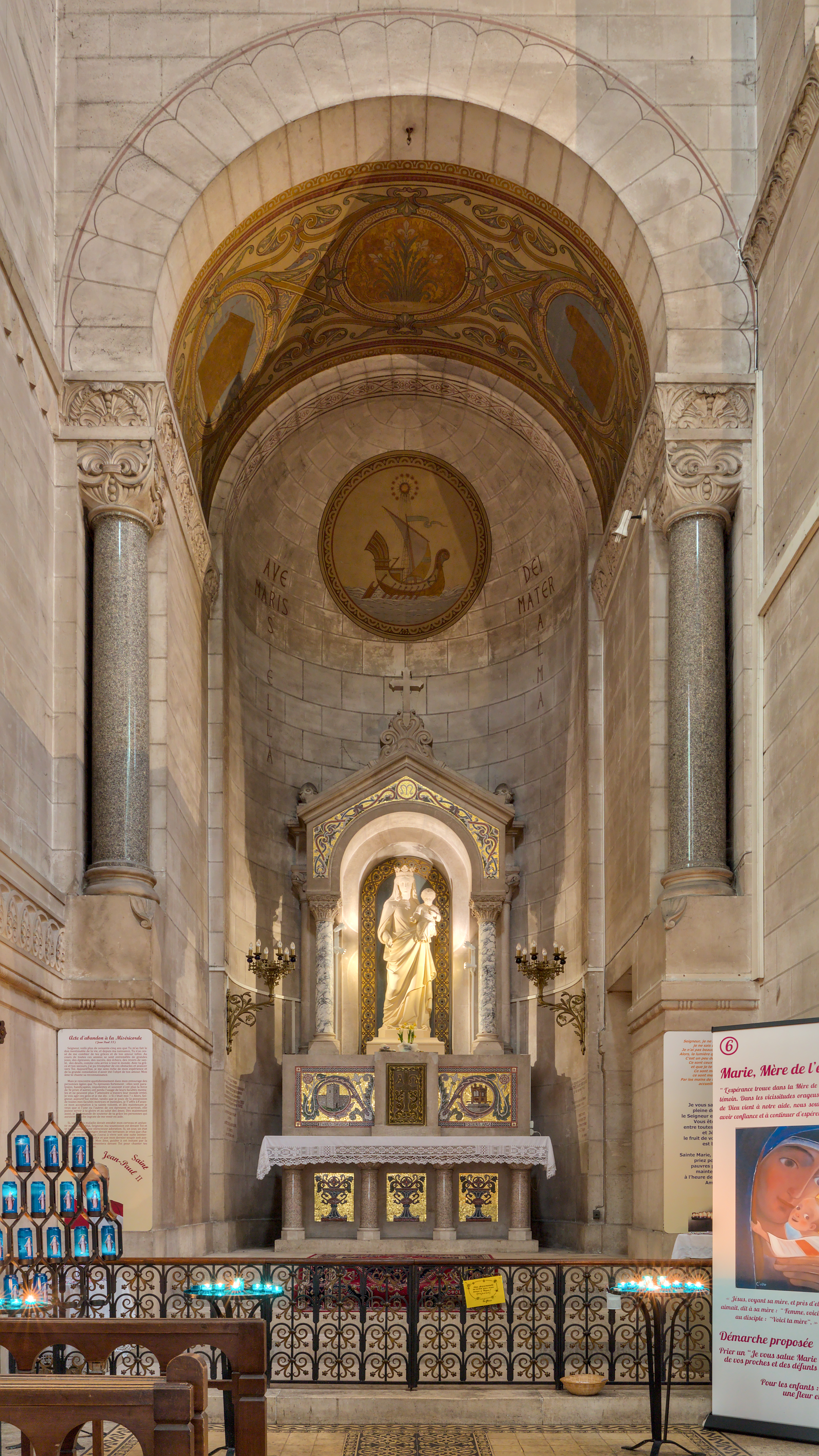
La chapelle du collatéral ouest.
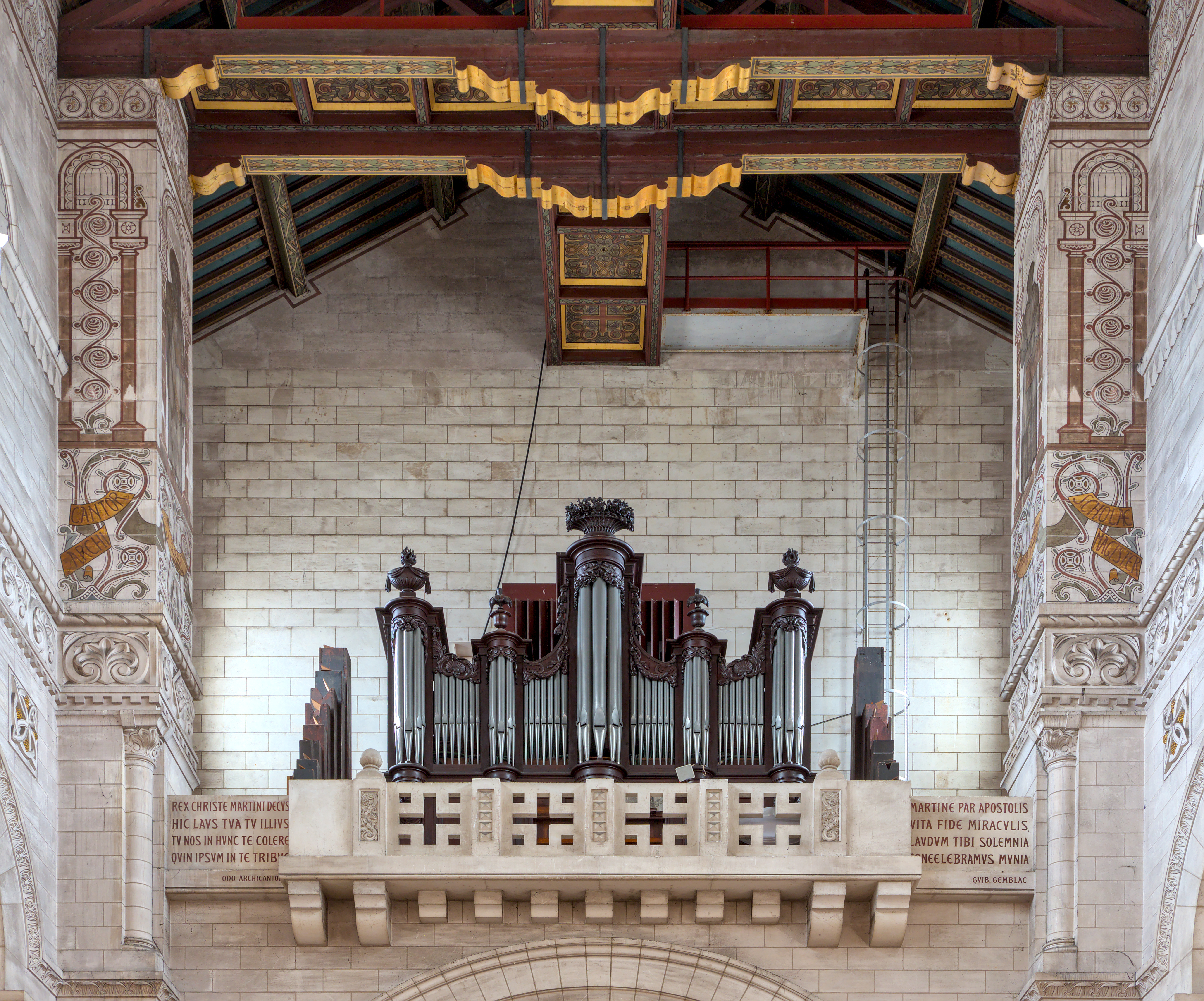
Partie haute de l'arrière de la nef.
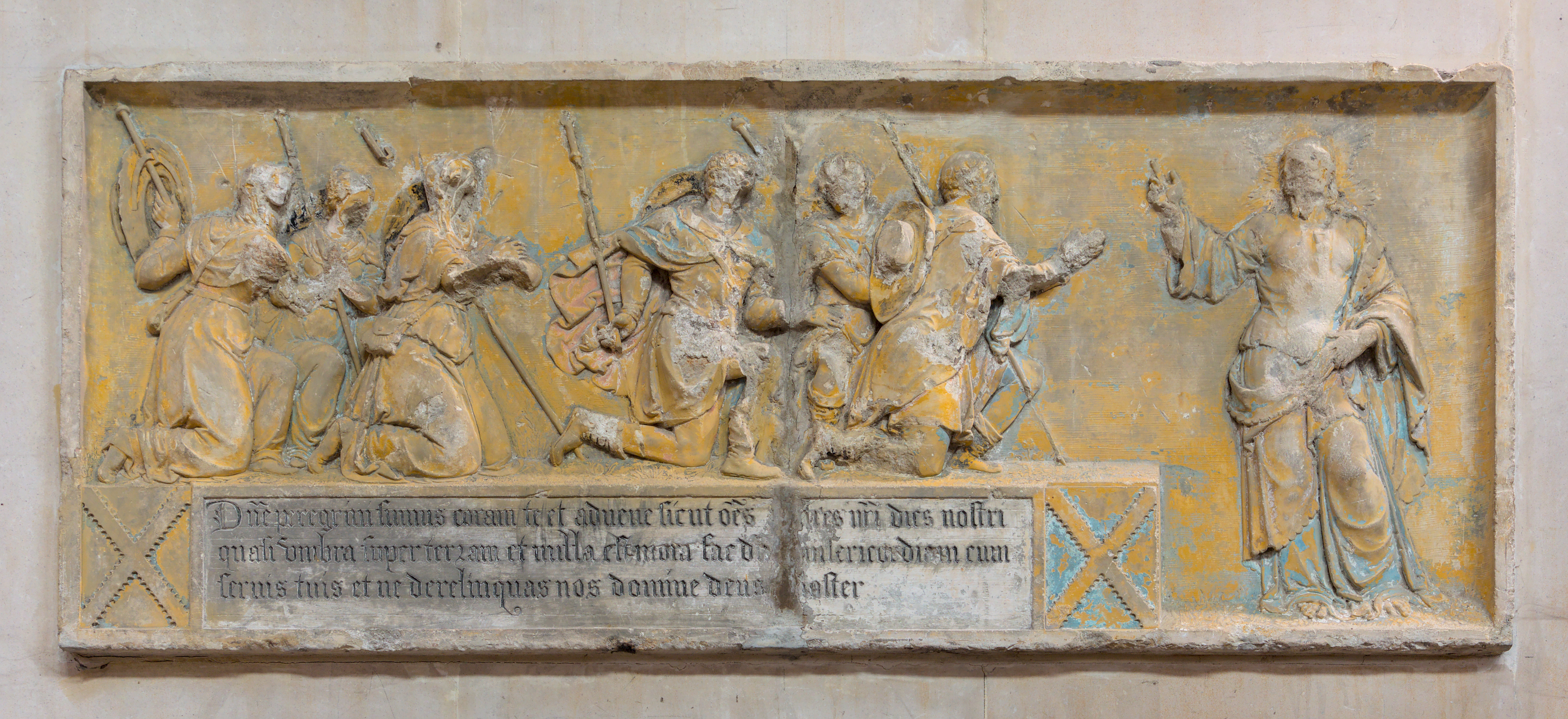
Ex-voto du 16e siècle, offert par Marc de La Rue, Maire de Tours en 1535, Seigneur de la Côte, Maître de la chambre des comptes

La crypte
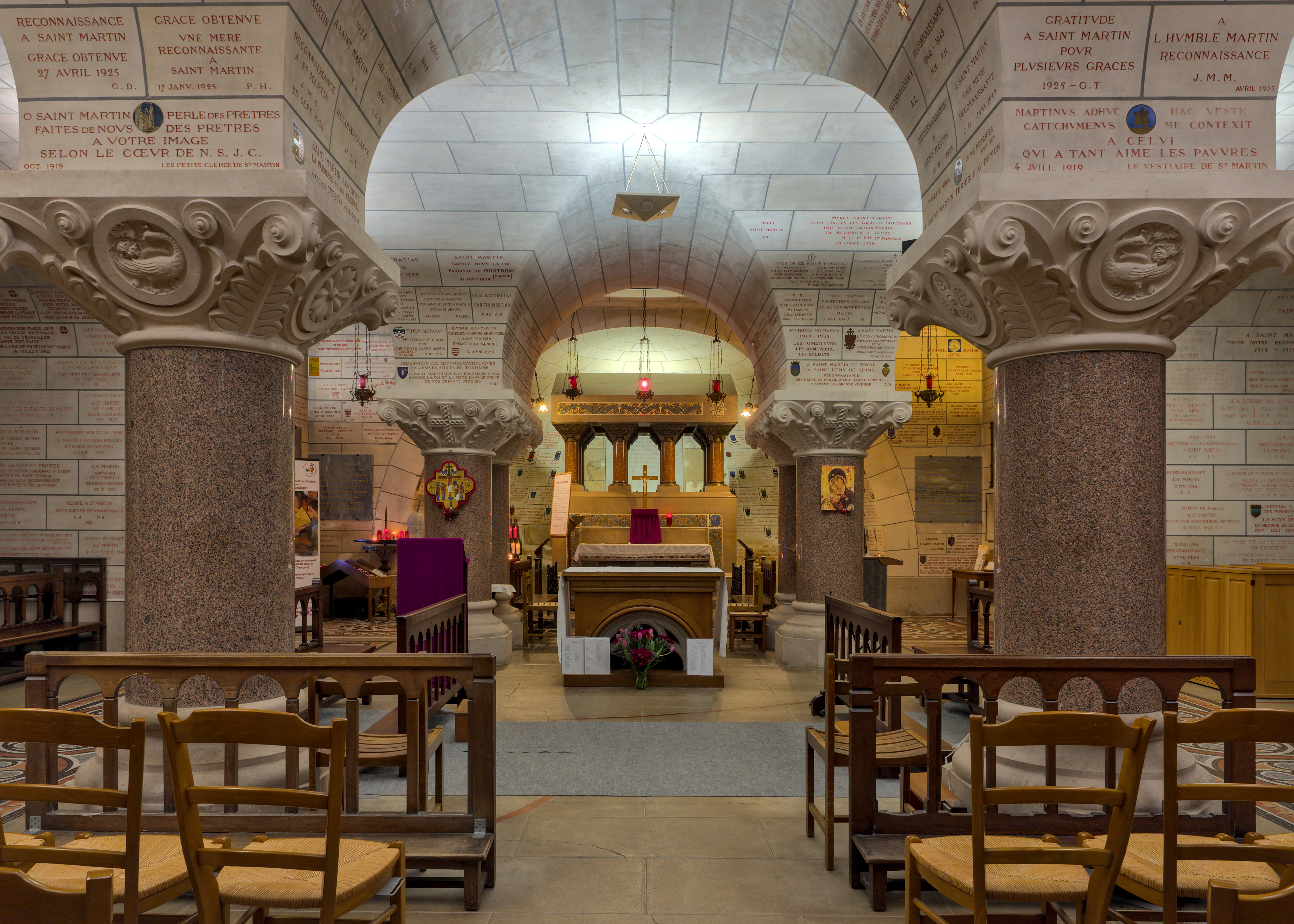
Vue générale avec le tombeau au fond.
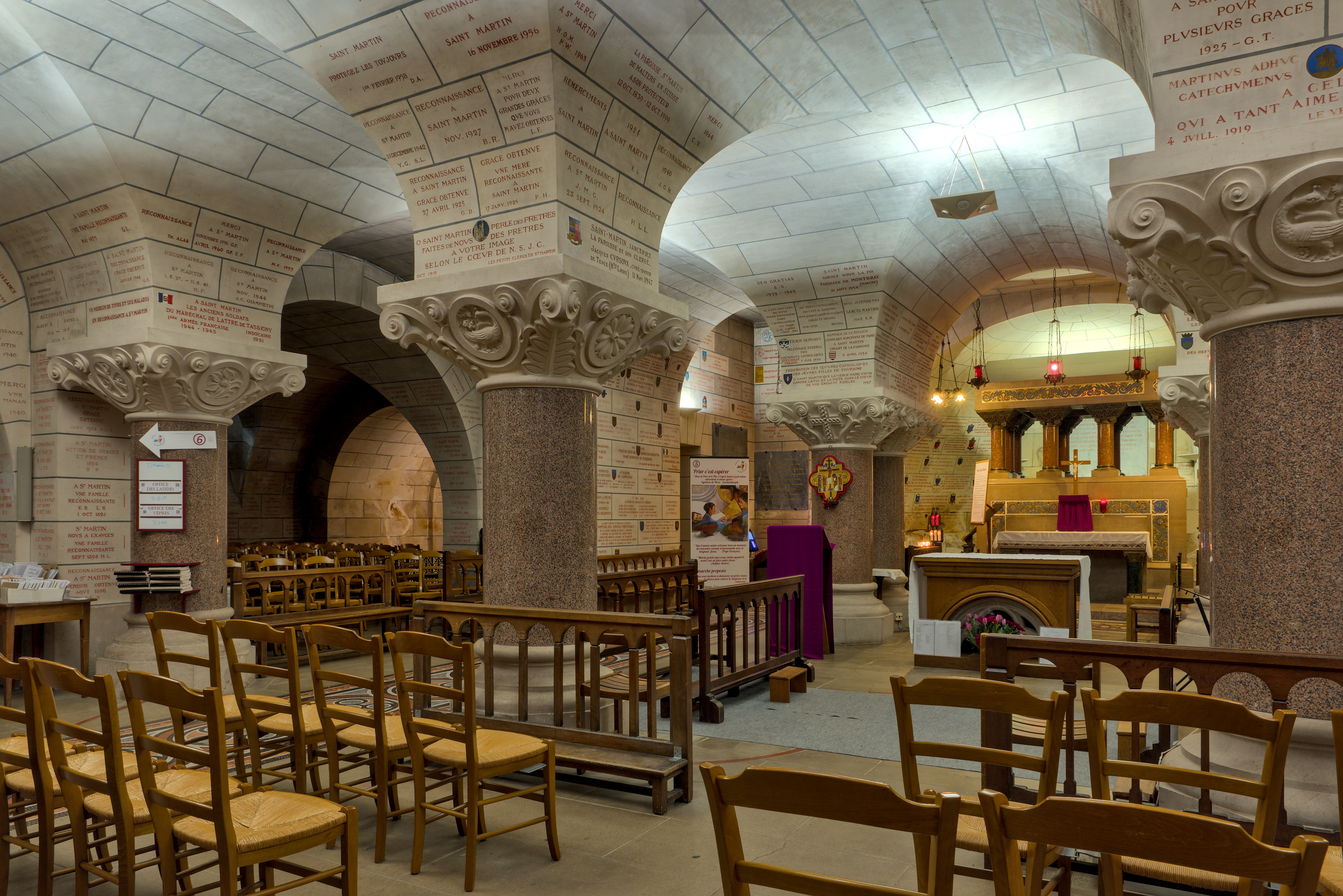
Vue générale avec le tombeau à droite.
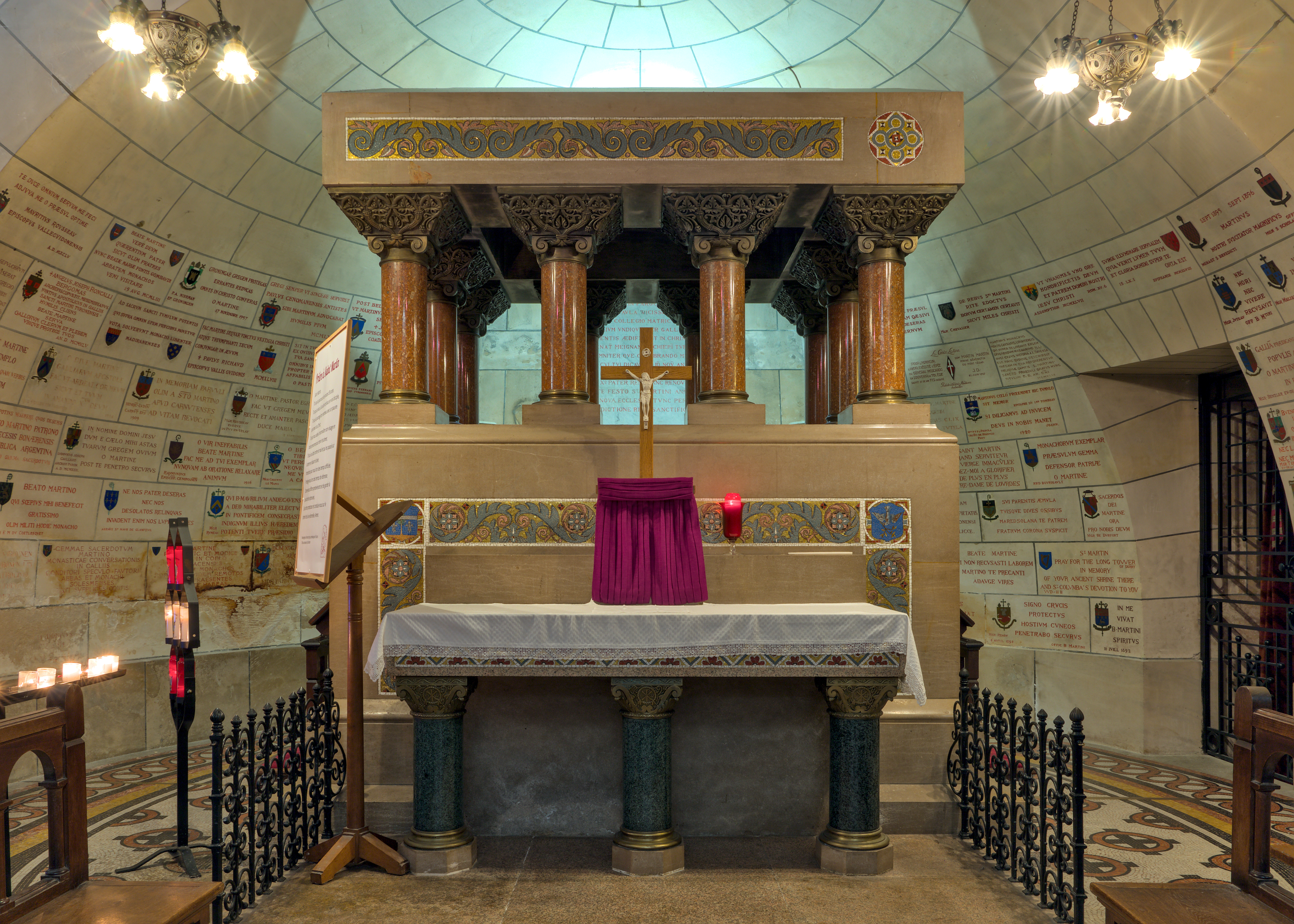
Tombeau reconstitué de saint Martin de Tours : vide[note 4],[29], il ne contient que quelques reliques et les intentions de prière déposées par les fidèles.
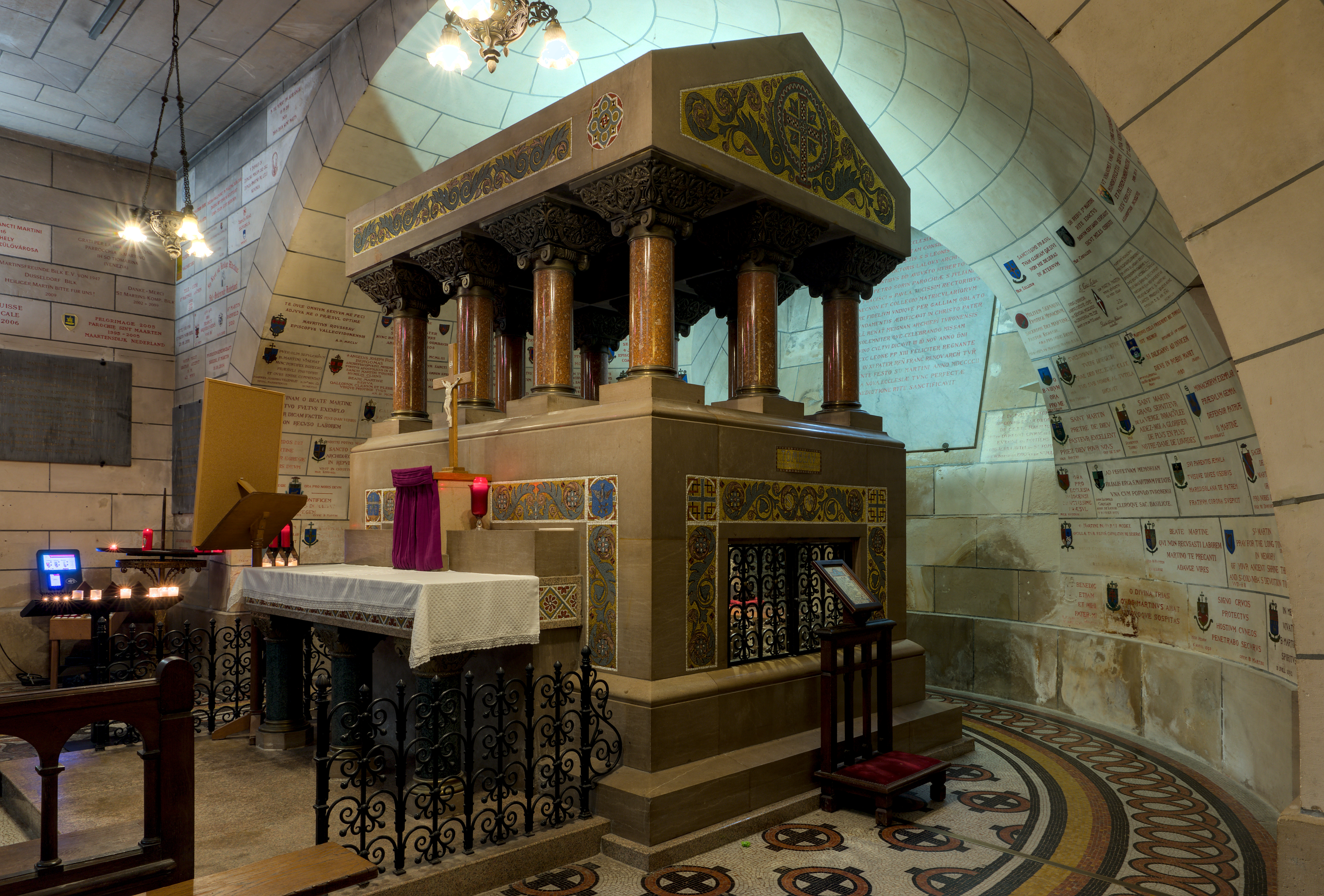
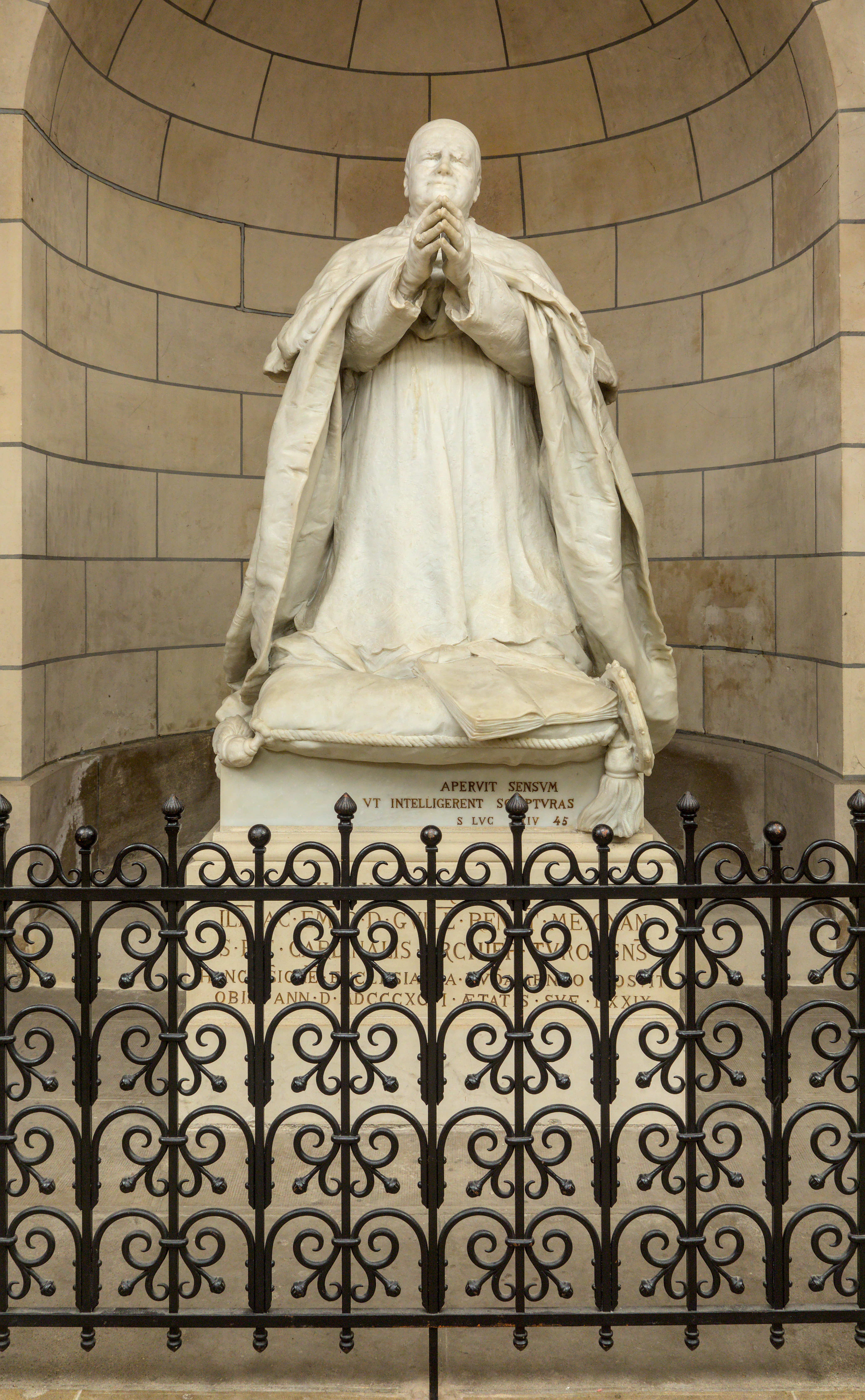
Statue du cardinal Guillaume René Meignan, archevêque de Tours (1884-1896)
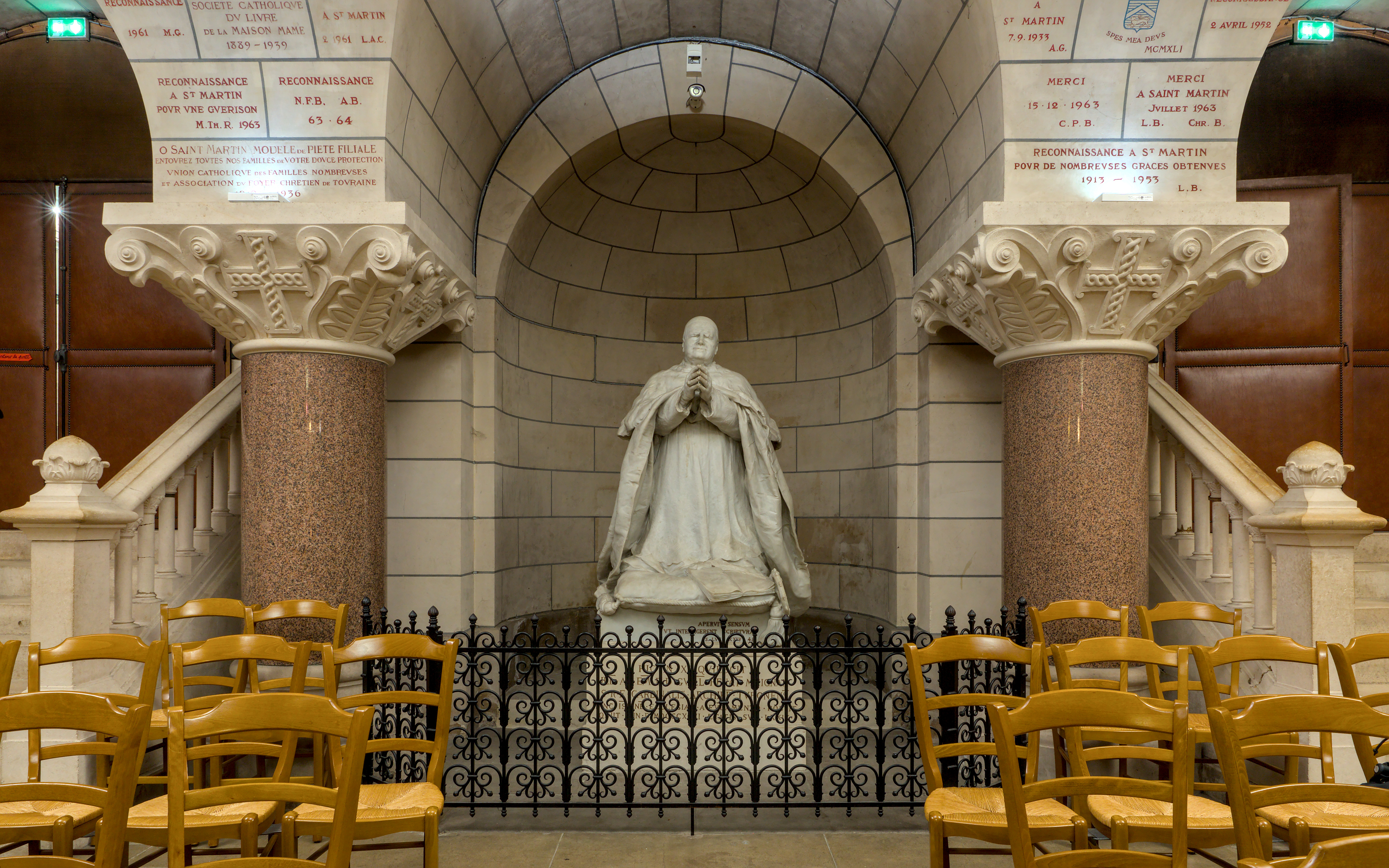
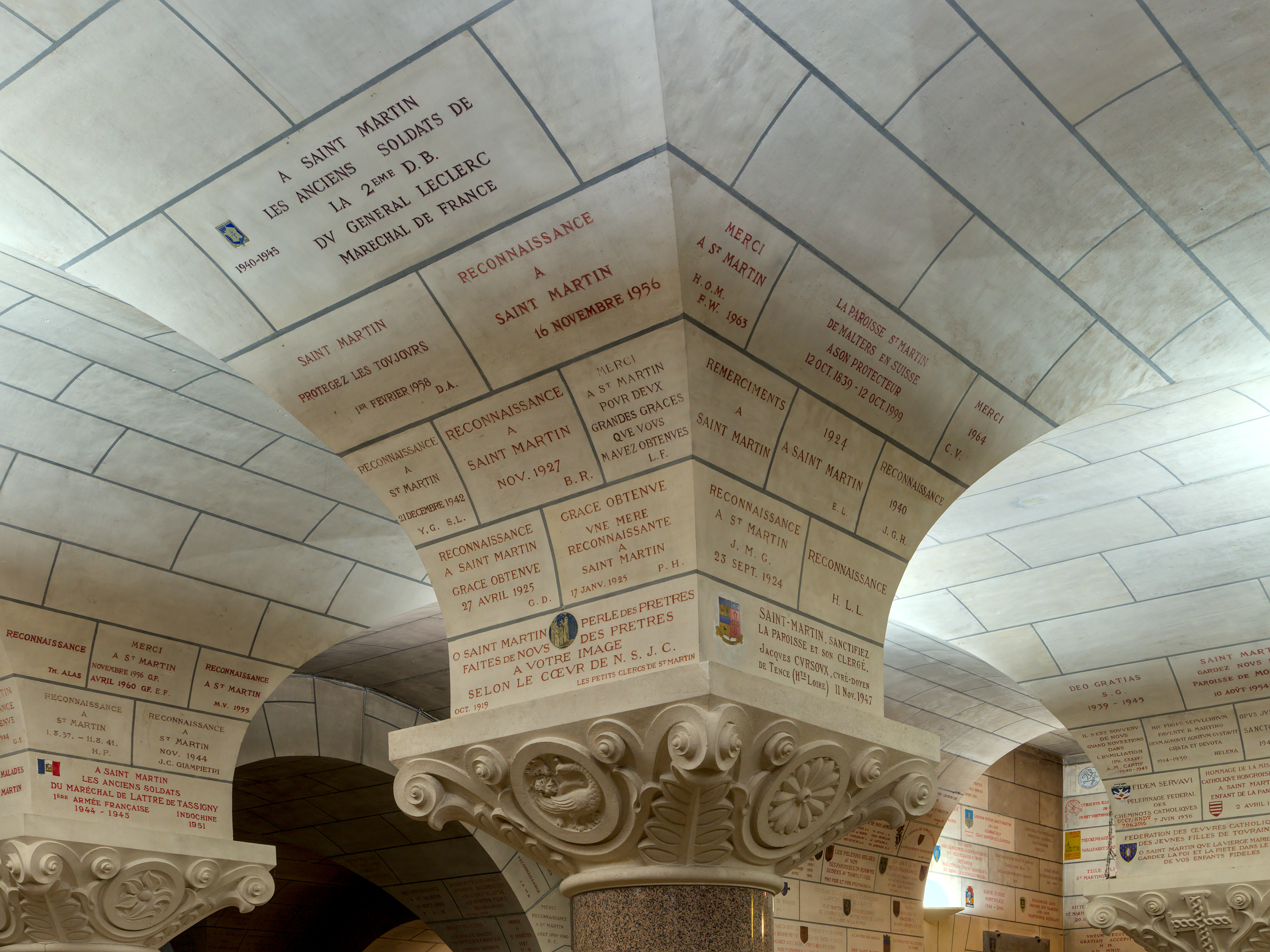
Chapiteau surmonté d'ex-votos

## Compléments
Une institution religieuse, Les Petits Clercs de Saint-Martin de Tours, fut fondée dans les années 1920 par le chanoine Rutard, prêtre diocésain. Séminaristes venant des autres régions françaises « riches » en vocation pour le diocèse de Tours, ils assuraient également le service religieux quotidien à la basilique Saint-Martin. Pensionnaires, les Petits Clercs de Saint-Martin suivaient leur formation scolaire sur place, puis suivirent leurs cours dans divers collèges de Tours (collège Saint-Grégoire, collège Notre-Dame La Riche). L'institution, vivant en particulier de la générosité des tourangeaux, s'installa à l'ombre de la Basilique (3 rue Baleschoux) jusqu'en 1972. Les Petits Clercs quittèrent leur Maison pour le Centre Saint Martin, Rue Losserand. Les Petits Clercs de Saint-Martin donnèrent environ 300 prêtres au diocèse de Tours.

## Les orgues

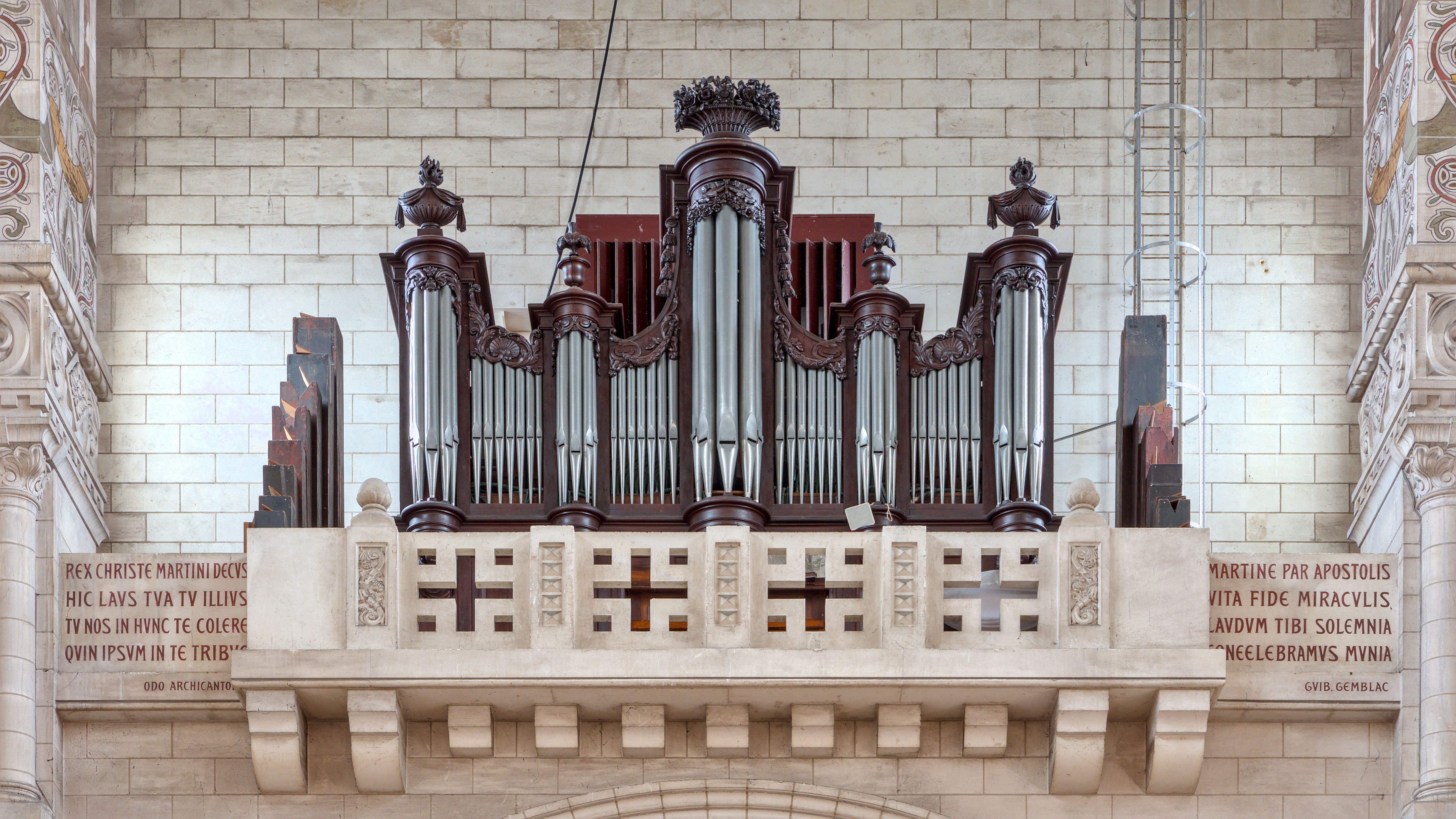
L'orgue de la nef.

Construit en 1843 pour l'hôpital du Bon Sauveur à Caen, dans un buffet d'orgue du XVIIIe siècle, l'orgue actuel est acheté par la Ville de Tours en 1956, et a subi, depuis, plusieurs campagnes de restauration. Il comporte deux claviers et un pédalier pour 17 jeux : en tout, ce sont plus de 1800 tuyaux. Il fut restauré et modifié en 1977 par le facteur d'orgues Michel Alcouffe. Le professeur Joseph Thouvenot en a été le titulaire pendant plus de 50 ans. Stéphane Béchy, fut cotitulaire de 1984 à 1991 et y réalisa un enregistrement en 1984 avec des œuvres de Bach, Mozart, Mendelsshon et Jehan Alain. Le titulaire actuel est Philippe Bataille.

## Abbés connus de Saint-Martin de Tours
Source : Edgard-Raphaël Vaucelle, La collégiale Saint-Martin de Tours des origines à l'avènement des Valois (397–1328).
- Venant de Tours (Ve siècle), saint[32] ;
- Léon (devient évêque de Tours en 526) ;
- Agiric (devient évêque de Tours en 614) ;
- Guntramnus ou Gontran (signalé en 720, peut-être le même que Gontran II, évêque de Tours en 724) ;
- Gundolaicus (abbé sous l'évêque Gontran II, c'est-à-dire entre 724 et 732) ;
- Autlandus (successeur de Gundolaicus, institua la mense) ;
- Teutsind (avant 734–742, abbé de Saint-Martin et de Fontenelle) ;
- Vulfard de Saint-Martin (signalé comme abbé en 757 ou 763, † 775) ;
- Ithier de Saint-Martin (775–796) ;
- Alcuin (796–804) ;
- Gulfard (nommé dans un seul acte) ;
- Frédegis de Tours (v. 804–834) ;
- Théoton de Marmoutiers († 834, tué dans la même bataille que le comte Eudes d'Orléans) ;
- Adalard de Tours (v. 834–844) ;
- Vivien de Tours (844–851, le « comte Vivien », premier abbé certainement laïc, également abbé de Marmoutier) ;
- Hilduin de Saint-Martin (851–860, abbé laïc) ;
- Louis II le Bègue, fils de Charles II le Chauve (860–862, abbé laïc) ;
- Hucbert (862–864, abbé laïc, également abbé de Saint-Maurice en Valais) ;
- Ingelvinus (864–866, diacre du palais de Charles II le Chauve) ;
- Robert le Fort (866, abbé laïc, comte de Tours) ;
- Hugues l'Abbé (866–886, sous-diacre et titulaire de plusieurs grandes abbayes, comte de Touraine)
- Eudes de France (886–893, comte de Paris, roi des Francs en 888, abbé laïc) ;
- Foulques le Vénérable (893–898, archevêque de Reims, également abbé de Saint-Bertin) ;
- Robert Ier (898–923, comte de Paris, élu roi des Francs en 922, abbé laïc).

Après lui, le titre d'abbé laïc de Saint-Martin se transmet de père en fils chez les Robertiens, puis Capétiens, et est porté par les rois de France depuis Hugues Capet (987–996) jusqu'en 1789.

## Manuscrits de Saint-Martin de Tours
L'abbaye de Saint-Martin de Tours a eu un scriptorium important qui a produit plusieurs manuscrits enluminés carolingiens :
- Évangiles de Lothaire[33], entre 849 et 851 ;
- Évangiles de Saint-Martin de Tours[34], entre 796 et 804 ;
- Évangiles dits de Charles IX[35], 2e moitié du IXe siècle ;
- Évangiles de Meaux[36], entre 820 et 843 ;
- Évangiles dits de Du Fay[37], vers 843–851 ;
- Deux manuscrits ou fragments de manuscrits[38], vers 820 ;
- Bible[39], vers 796–801 ;
- Bible de Vivien, dite première Bible de Charles le Chauve[40], vers 845–851 ;
- Bible de Saint-Maur-des-Fossés ou Bible de Rorigon[41], IXe siècle ;
- Homéliaire dit de Paul Diacre[42], avant 850 ;
- Martinellus[43], avant 835–837 ;
- Saint Augustin : De Doctrina christiana[44], première moitié du IXe siècle ;
- Évangéliaire d'Hildegarde[45], IXe siècle ;
- Évangiles[46], IXe siècle ;
- Grégoire d'Elvire : commentaires[47], première moitié du IXe siècle.